# Transgas Force
Transgas Force – плавуча установка з регазифікації та зберігання (Floating storage and regasification unit, FSRU) зрідженого природного газу (ЗПГ), споруджена для грецької компанії Dynagas.

## Загальна інформація
Судно спорудили в 2021 році на китайській верфі Hudong-Zhonghua Shipbuilding в Шанхаї.
Розміщена на борту Transgas Force регазифікаційна установка здатна обробляти 4 млн тон ЗПГ на рік (біля 5,6 млрд м3), а зберігання ЗПГ відбувається у резервуарах загальним об’ємом 174000 м3. 
За необхідності, судно може використовуватись як звичайний ЗПГ-танкер.

## Служба судна
Після спорудження судно почали використовувати як газовоз. При цьому його першим завданням як плавучої установки зі зберігання та регазифікації повинна стати робота на німецькому терміналі у Штаде, введення якого в експлуатацію заплановане до початку зимового сезону 2023/2024 років.